# Mario Moretti Polegato
Mario Moretti Polegato (né le 16 août 1952 à Crocetta del Montello, dans la province de Trévise en Vénétie) est un homme d'affaires et patron italien, classé au 350e rang des hommes les plus riches du monde par le magazine Forbes avec une fortune estimée à 2,9 milliards d'euros en 2006.

## Biographie
Créateur de la marque Geox, Mario Moretti Polegato est l'inventeur de la « chaussure qui respire. ». Héritier d'une puissante famille de vignerons italiens, c'est au cours d'un jogging dans le Nevada qu'il eut l'idée de percer la semelle de ses chaussures afin de les faire respirer. Inventeur d'un nouveau concept, il le fignola en s'inspirant d'une technologie de la NASA, et déposa un brevet. Ayant proposé sans succès son brevet aux plus grandes marques de chaussures de sport, il se lança tout seul dans les affaires en créant la firme Geox.
Cotée en bourse depuis 2004, sa société employait en 2006, 30 000 personnes et réalisait un chiffre d'affaires de 693 millions d'euros avec 700 magasins, avec une croissance annuelle de 25 % et une capitalisation boursière de 4 milliards d'euros, dont il est propriétaire à 70.9 %.